# Kanton Nort-sur-Erdre
Nort-sur-Erdre is een kanton van het Franse departement Loire-Atlantique. Het kanton maakt deel uit van het arrondissement Châteaubriant-Ancenis.

## Gemeenten
Het kanton Nort-sur-Erdre omvatte tot 2014 de volgende gemeenten:
- Casson
- Héric
- Nort-sur-Erdre (hoofdplaats)
- Petit-Mars
- Saint-Mars-du-Désert
- Les Touches

Bij de herindeling van de kantons door het decreet van 25 februari 2014, met uitwerking op 22 maart 2015, werden daar   volgende 8 gemeenten aan toegevoegd:
- Le Cellier
- Joué-sur-Erdre
- Ligné
- Mouzeil
- Notre-Dame-des-Landes
- Riaillé
- Teillé
- Trans-sur-Erdre